# Talang Sepakat
Talang Sepakat is een bestuurslaag in het regentschap Muko-Muko van de provincie Bengkulu, Indonesië. Talang Sepakat telt 946 inwoners (volkstelling 2010).